# 板倉梓
板倉 梓（いたくら あずさ、1月11日 - ）は、日本の女性漫画家、同人作家。長野県出身、東京都在住。夫はアートディレクターの小林洋介。血液型はA型。

## 作品リスト
- 蝴蝶酒店（ホテル・ウーデップ）シリーズ（『まんがタイムジャンボ』、『まんがタイムラブリー』、『まんがタイムスペシャル』の各誌に2009年から2010年にかけて計12話掲載、全1巻）
- 『野村24時』竹書房〈バンブーコミックス〉全3巻（『まんがライフオリジナル』、2009年11月号〈ゲスト〉・2010年3月号 - 5月号〈短期連載〉・11月号 - 2014年9月号）
- 『少女カフェ』芳文社〈まんがタイムコミックス〉全1巻[2][3]（『まんがタイムラブリー』2010年1月号 - 2011年1・2月合併号、『まんがタイムスペシャル』2011年2月号 - 2013年1月号）
- 『あかつきの教室』芳文社〈芳文社コミックス〉全2巻（『週刊漫画TIMES』2010年9/27号 - 2011年7/8号） - 不定期連載。
  1. 2011年5月1日初刷発行（2011年4月16日発売）、ISBN 978-4-8322-3244-0
  2. 2011年9月30日初刷発行（2011年9月15日発売）、ISBN 978-4-8322-3265-5
- 『タオの城』芳文社〈芳文社コミックス〉全1巻（『週刊漫画TIMES』2011年8/19号 - 2012年3/9号） - 不定期連載。
  - 2012年7月1日初刷発行（2012年6月16日発売）、ISBN 978-4-8322-3304-1
- 『なぎとのどかの萌える不動産』講談社〈KCDX〉全2巻（『Kiss PLUS』2012年11月号 - 2014年3月号）
  1. 2013年7月12日初刷発行（同日発売）、ISBN 978-4-06-376856-5
  2. 2014年4月11日初刷発行（同日発売）、ISBN 978-4-06-376939-5
- 『ガール メイ キル』双葉社〈アクションコミックス〉全4巻（『月刊アクション』2013年7月号 - 2015年8月号）
- エレクトリックラブ（『季刊EDEN』、VOL.1 - ）
- 『きらきらビームプロダクション』竹書房〈バンブーコミックス〉全2巻（『まんがライフオリジナル』2015年5月号 - 2017年）
  1. 2016年12月31日初版発行（2016年12月17日発売）、ISBN 978-4-8019-5707-7
  2. 2017年10月27日発売、ISBN 978-4-8019-6081-7
- 『すいもあまいも』マッグガーデン〈マッグガーデンコミックスEDENシリーズ〉全1巻（『WEBコミック EDEN』2015年9月7日 - 2016年4月20日） - 月2回更新。
  - 2016年6月29日初刷発行（2016年6月14日発売）、ISBN 978-4-8000-0588-5
- 『間くんは選べない』双葉社〈アクションコミックス〉全3巻（『月刊アクション』2016年9月号 - 2017年12月号）
  1. 2017年2月10日初版発行（同日発売）、ISBN 978-4-575-84926-4
  2. 2017年7月12日発売、ISBN 978-4-575-85004-8
  3. 2017年12月12日発売、ISBN 978-4-575-85074-1
- 『泉さんは未亡人ですし…』竹書房〈バンブーコミックス〉全1巻（『まんがライフSTORIA』vol.28 - vol.36）
- 『幼なじみと神さまと』小学館〈サンデーうぇぶりSSC〉全2巻（『サンデーうぇぶり』2018年10月30日[4] - 2020年2月） - 第2巻は電子書籍限定刊行。
- 『瓜を破る』芳文社〈芳文社コミックス〉既刊12巻（『週刊漫画TIMES』2020年5月1日号・2020年7月17日号 - 連載中） - 読み切りから連載化[5]。
- 「吸血鬼すぐ死ぬ」公式アンソロジー 新横浜で会いましょう（原作：盆ノ木至、『ミステリーボニータ』2023年5月号[6]）
- BreakBreakfast（『くらげバンチ』2024年12月6日[7][8]）